# Fundacja Pamięci Johna Simona Guggenheima
Fundacja Pamięci Johna Simona Guggenheima (ang. John Simon Guggenheim Memorial Foundation) – organizacja non-profit założona w 1924 roku przez Olgę i Simona Guggenheimów dla uczczenia pamięci zmarłego w wyniku zapalenia wyrostka sutkowatego syna Johna Simona. Fundacja przyznaje pomoc finansową, tzw. stypendia Guggenheima (ang. Guggenheim Fellowship), naukowcom, nauczycielom i twórcom, którzy wykazali się wyjątkowym dorobkiem na polu nauki, kultury i sztuki (z pominięciem sztuk scenicznych i filmu). Stypendium otrzymało wielu późniejszych laureatów Nagrody Nobla. Stypendium przyznawane jest w trybie rocznym ok. 200 kandydatom wyłonionym w wyniku dwóch konkursów: jednym dla obywateli i stałych rezydentów USA i Kanady, oraz w drugim dla obywateli i stałych rezydentów Ameryki Południowej i Karaibów. Kwota stypendium dla jednej osoby waha się obecnie między 30-40 tys. dolarów amerykańskich.
Początkowo pomoc przyznawana była tylko obywatelom i rezydentom Stanów Zjednoczonych. Od 1940 mogą ją otrzymywać obywatele i rezydenci Kanady. Do 1988 o stypendium mogli ubiegać się także Filipińczycy – Filipiny były wówczas bardzo blisko związane ze Stanami Zjednoczonymi, politycznie, gospodarczo i militarnie. Równolegle od 1929 w celu „lepszego porozumienia między narodami” przyznawane są na tych samych zasadach stypendia wybitnym naukowcom i twórcom z Ameryki Łacińskiej.